# Cinéma kirghiz
L'expression de cinéma kirghiz recouvre l'ensemble des activités de production et réalisation au Kirghizistan, d'abord comme composante du cinéma russe et soviétique puis de façon indépendante à partir de 1991. La production kirghize des années qui précèdent l'indépendance peut être distinguée de la production russe par la langue de tournage des films concernés ou par la nationalité de leurs réalisateurs.

## Avant 1945
- Oleg Frohlich, Wagon couvert (1928)

### 1945-1990
- Les années 1960 ont été surnommées « le miracle kirghiz » (années 1960)[1]
- Dinara Assanova (1942-1985) : Le Pivert n'a pas mal à la tête (Не болит голова у дятла) (1977)
- Adolf Bergunker (ru) (1906-1989) : Djoura (Джура, 1964)
- Iouri Boretski (ru) (1935-2003) : La Cascade (1973), Ici se rassemblent les cygnes (1973)
- Larissa Chepitko (1938-1979) ; Chaleur torride (Znoj, 1963)
- Izya Gerstein (ru) : Le Changement (1965), Retourne-toi, camarade (1970c)
- Aleksandr J. Karpov (1922-) : Loin dans les montagnes (1958)
- I.Kobyzevym, Mon erreur (1957)
- Andreï Sakharov, Pass (1961)
- B.Shamshieva, Le Vaisseau Blanc (1975)
- T. Okeev, Red Apple (1975)
- U.Ibragimova, Champ Aisuluu (1976)
- Vladimir Nemoljaev (1903-) : Toktogoul (1959)
- Alekseï Ochkine (1922-2003) : La Jeune Fille du Tian-Chan (1960)
- T.Okeeva, Oulan (1977)
- Vassili Pronine (1905-) : Saltanat (1955)
- Marianna Rochal (1925-) : La Rue des cosmonautes (1963)
- Isenov Sagynbek (1934-) : La Dispute des chiffres (1977)
- Aleksej Saharov (1934-) : La Légende du cœur de glace (1957), Le Col (1961)
- B.Shamshiev, Parmi les gens (1978)
- T.Razzakova, Les vagues meurent sur les rives (1980)
- Algimantas Vidugiris : Chacun suit son chemin (У каждого своя дорога, 1965)

### Depuis 1991
Le cinéma kirghiz a connu d'importantes difficultés après l'indépendance du pays en 1991.
Depuis la fin des années 1990, Aktan Abdykalykov, dit Aktan Arym Kubat à partir de 2003, est l'un des rares réalisateurs kirghiz à être régulièrement distribué de façon internationale.

## Réalisateurs
- Réalisateurs kirghiz :
  - Ernest Abdyzhapparov
  - Aktan Abdykalykov, dit Aktan Arym Kubat (1957-), Le Fils adoptif (1999), Le Voleur de lumière (2010)
  - Mirlan Abdykalykov, Heavenly Nomadic (2015)
  - Gennadi Bazarov
  - Temir Birnazarov
  - Bolotbek Chamchiev (1941-), Le Bateau blanc (1975)
  - Izya Gershtein
  - Tina Ibragimov
  - Bakyt Karagulov
  - Janysh Kulmambetov
  - Bakyt Mukul et Dastan Zhapar, Le Testament du père (2016)
  - Tolomush Okeyev[2] (1935-2001), Le Féroce (1973)
  - Mélis Ouboukeev (1935-), La Rivière de montagne (1960)
  - Bolotbek Zhamshiev
- Réalisateurs non kirghiz ayant travaillé au Kirghizistan :
  - Andreï Kontchalovski (1937-), Le_Premier_Maître (1965)
  - Gennadij Bazarov (1942-)

## Films
- List of Kyrgyz films (en)
- List of Kyrgyz submissions for the Academy Award for Best Foreign Language Film (en)
- Films dramatiques kirghiz
- Films se déroulant au Kirghizistan

## Autres
- Kirghizfilm, studio de cinéma à Bichkek